# Мотивация дошкольников к чтению
Мотивация: 1) совокупное действие многих внутренних и внешних факторов ( мотивационных факторов), проявляющееся в виде побуждения к осуществлению поведения с определённой направленностью, интенсивностью, упорством;  2) совокупность мотивационных факторов, в число которых входят, например, органические потребности ( нужды), их субъективное отражение( драйвы), воспринимаемые и представляемые средства удовлетворения потребностей
( мотивы, цели, стимулы), эмоции и т.д., которые вместе обеспечивают активацию, направленность и устойчивость поведения и деятельности.
Мотив к чтению - это реакция на стимул, обеспечивающая стремление, влечение, желание читать. От мотива зависит эффективность чтения, увлечённость процессом чтения.

### Типы мотивации к чтению
Рубинштейн М.М.  делил читательские интересы на следующие подвиды:
- общие и индивидуальные
- устойчивые и неустойчивые
- узкие и многогранные
- активные и пассивные.[3]

Согласно  Шафиру Я.М., читательские интересы обусловлены:
- психической конституцией;
- возрастом и полом (девочки при выборе литературы для чтения руководствуются местными идеалами, эстетическими мотивами, а выбор мальчиков обусловлен новаторством и изобретательностью);
- классовой принадлежностью;
- исторической эпохой;
- местом жительства;
- специфическими условиями (например, в тюрьме чтение может выступать, как отвлечение от серьёзных проблем).[3]

Шафир Я.М. разделил читательские интересы на следующие подвиды:
- общие и специфические;
- на определённые  (с чётко выраженной установкой на выбор книги, проявляющейся в конкретности читательского запроса) и неопределённые  (когда выражена лишь общая направленность на процесс чтения).[3]

Одной из причин читательского спроса детей является потребность (надобность, нужда в чем-нибудь, требующая удовлетворения). Принудительное чтение отрицательно сказывается на его качестве (ситуация, когда кто-то сказал или велел). Осознанное понимание ребёнком и его родителями ценности чтения является необходимым условием для успешной самореализации.

### Роль родителей в формировании мотивации к чтению у ребёнка
Проблема формирования мотивации к чтению является актуальной на сегодняшний день. Учёные стремятся выявить факторы возникновения мотивации к чтению у детей с самого раннего возраста.
Немаловажно подавать ребёнку собственный пример, если ребёнок постоянно видит своих родных за чтением книги, велика вероятность, что и у него возникнет интерес. Наличие в доме библиотеки также играет немаловажную роль в возникновении мотивации к чтению у ребёнка. Если у ребёнка есть собственный шкаф с книгами, если у него есть возможность самому выбирать книги в книжных магазинах, то это оказывает положительное влияние на мотивацию к чтению. Родители должны поощрять интересы ребёнка и, если он любит животных, то дарить ему на праздники книги и энциклопедии  про животных для его коллекции.
Проведены масштабные международные исследования в рамках проекта  «Углубленный анализ результатов PIRLS-2006», реализуемого Институтом развития образования Государственного университета — ВШЭ совместно с Центром международного сотрудничества по развитию образования Академии народного хозяйства при Правительстве РФ при поддержке Всемирного Банка. Благодаря этим данным мы можем выявить значимость занятий родителей с детьми для формирования мотивации к чтению у детей. К этим факторам относятся:
- чтение книг детям;
- рассказывание детям историй;
- пение песен;
- игра с ребёнком в игрушки с алфавитом;
- обсуждение того, что сделали вместе;
- обсуждение того, что прочитали вместе;
- игра в слова;
- написание букв и слов;
- чтение того, что написано на вывесках и этикетках;
- походы в библиотеку;
- обучение чтению (в том числе с использованием компьютера).[4]

В книге Е.А.Бугрименко, Г.А.Цукерман «Чтение без принуждения» описаны способы привлечения ребёнка к книге.
Например, самодельная книжка «Сказки о Соне»,  с помощью  которой отец сумел создать мотивацию к чтению у своей дочери.
В 2011 году принципы Мотивации дошкольников к чтению были проверены экспериментальным путём и реализованы в образовательных квестах "Письма из сказки". Система была опробована на более 5000 детей и доказала свою научную жизнеспособность и высокую востребованность.
Образовательные квесты рассчитаны на детей старшего дошкольного и младшего школьного возраста. Их цель заинтересовать школой, научить читать, писать красиво и замечать собственные ошибки в тетради. Реализовано это при помощи погружения ребёнка в интерактивное приключение, в котором он помогает жителям игрушечного города. Ребёнок получает бумажные письма, в которых длинная сказка разбита на короткие главы, которые по силам прочитать ребёнку. В каждой главе описано очередное приключение игрушек и проблемы, в которых требуется помощь ребёнка. 
Ребёнок открывает для игрушек Школу, становится в ней учителем, ведёт уроки, проверяет тетради и ставит оценки в дневники. Кроме того, чтобы помочь игрушкам он заполняет много игрушечных документов, понимая, что писать как взрослый нужно и интересно. Ребёнок поможет игрушкам научиться писать и считать, вместе они прогонят злого волшебника. 

### Псевдомотивация к чтению и истинная мотивация к чтению
Тихомирова И.И. обращает внимание на существенный момент процесса формирования мотивации к чтению. Библиотекари и учителя часто прибегает к такому стимулированию детей к чтению: устраивают викторины, конкурсы, соревнования. И создаётся впечатление, что у детей появляется мотивация к чтению. Они охотно участвуют в таких мероприятиях, виден их энтузиазм и интерес к этой деятельности. Но после окончания конкурса или викторины у детей почему-то пропадает этот интерес к книгам, они не продолжают с прежним интересом читать книги. Почему? Потому что у детей был внешний стимул - выиграть, победить! И этот стимул не стал внутренним, личностным.
К личностной мотивации могут привести следующие приёмы: соотнесение прочитанного с жизненным опытом, или идентификация, узнавание себя в литературном герое. Когда читатель начинает внутренне сопереживать героям, эмоционально реагировать на всё происходящее в произведении, у него начинает появляться личностная мотивация. Творчество также приводит к личностной мотивации: можно изменить конец произведения, придумать свой, поразмышлять о том, как бы изменилось произведение, если бы герои повели  себя иначе. Личностную мотивацию может вызвать и само название книги, иллюстрации к книге, запах книги, размер книги, красочность.